# Henri Bréau
Henri Bréau (Saint-Pierre-d'Oléron, 10 de junio de 1900-La Rochelle, 11 de diciembre de 1969) fue un deportista francés que compitió en ciclismo en la modalidad de pista. Ganó una medalla de plata en el Campeonato Mundial de Ciclismo en Pista de 1928, en la prueba de medio fondo.

## Medallero internacional
| Campeonato Mundial | Campeonato Mundial | Campeonato Mundial | Campeonato Mundial |
| Año                | Lugar              | Medalla            | Competición        |
| ------------------ | ------------------ | ------------------ | ------------------ |
| 1928               | Budapest (Hungría) | Medalla de plata   | Medio fondo (P)    |